# David Bergen
David Bergen (ur. 14 stycznia 1957 w Port Edward w Kolumbii Brytyjskiej) – kanadyjski pisarz.
Ukończył studia na Red River College i University of Winnipeg. W 2005 za powieść The Time in Between otrzymał nagrodę Scotiabank Giller Prize.
Jest żonaty i ma czworo dzieci. Mieszka w Winnipeg.

## Powieści
- A Year of Lesser, 1996
- See the Child, 1999
- The Case of Lena S., 2002
- The Time in Between, 2005
- The Retreat, 2008
- The Matter With Morris, 2010

## Zbiory opowiadań
- Sitting Opposite My Brother, 1993